# Дорат
Дорат или дорија – коњ чија је длака смеђе боје са црном гривом, репом, ивицама ушију и доњим делом ногу. Дорати су најчешћи код многих раса коња.
Без црних мрља длаке, коњ се не може сматрати доратом. Црни делови понекад могу бити прекривени белим ознакама које још увек не мењају класификацију коња као дората. Дорати имају тамну кожу осим испод белих ознака, где им је кожа ружичаста. 
Генетски, дорат се јавља када коњ носи агоути ген и црни основни премаз. Додавање других гена ствара друге боје крзна. Док су основни концепти дората боје прилично једноставни, сами гени и механизми који узрокују варијације нијанси у породици дората су прилично сложени и понекад су предмет дебате.